# Felipe Mateu y Llopis
Felipe Mateu y Llopis (Valencia, 15 de noviembre de 1901-Barcelona, 13 de abril de 1998) fue un historiador español, uno de los más importantes numismáticos españoles del siglo XX.

## Biografía
Estudió Historia en la Facultad de Filosofía y Letras de la Universidad de Valencia, licenciándose con Sobresaliente y Premio Extraordinario en 1923. Entre 1924 y 1929 trabajó en su doctorado en la Universidad Central de Madrid, donde fue discípulo de Elías Tormo y Manuel Gómez-Moreno. Su tesis, Ensayo sobre una Casa Real de Moneda de uno de los Estados de la Corona de Aragón: la Ceca de Valencia y las acuñaciones valencianas de los siglos XIII al XVIII, obtuvo el sobresaliente cum laude y orientaría su labor investigadora hacia la numismática.
En Valencia frecuentó el Archivo del Reino de Valencia y entró en contacto con los más destacados historiadores valencianos de la época: Jaume y Luis Cebrián Ibor, José Chocomeli Galán, José Rodrigo Pertegàs, José Martínez Aloy, Francesc Almarche y Josep Sanchis Sivera. Se relacionó con ambientes valencianistas, siendo el primer director de la revista Acciò Valenciana y formó parte del grupo Acció Cultural Valenciana, junto a Manuel Sanchis Guarner. En 1932 fue uno de los signatarios de las Normes de Castelló. A estos primeros años pertenecen algunos artículos escritos en catalán, entre ellos el ensayo El País Valencià (1933), publicado en la colección «Quaderns d'Orientació Valencianista» de la editorial L'Estel.
En 1930 ingresó como facultativo del Cuerpo de Archivos, Bibliotecas y Museos, y tras una temporada en la sección numismática del Museo Arqueológico Nacional, en Madrid, fue destinado como director del Museo Arqueológico y la Biblioteca Provincial de Tarragona, lo que reforzó sus contactos con los ambientes intelectuales de Cataluña. En 1931 volvió al Museo Arqueológico Nacional. Durante la Guerra Civil ocupó diversos cargos entre Madrid y Valencia, entre los que cabe destacar el de vocal de la Junta de Tesoro Artístico, con sede en el Colegio del Patriarca, desde el cual pudo evitar in extremis la destrucción de los archivos de la Catedral de Toledo, de la Catedral de Valencia y de la Catedral de Segorbe, además de otros archivos valencianos, entre ellos el personal de Josep Sanchis Sivera. Como conservador del Gabinete Numismático del MAN, en 1936 fue testigo del Robo del Museo Arqueológico Nacional por parte del gobierno frentepopulista, hechos que detalló en un minucioso informe al nuevo gobierno franquista el 16 de mayo de 1939.
Al acabar la guerra, después de sufrir un proceso de depuración, fue readmitido en el Museo Arqueológico Nacional y desde ahí pasó a ser nombrado director de la Biblioteca Central de Barcelona, heredera de los fondos del Institut d'Estudis Catalans. Según propia confesión personal a Eufemià Fort ì Cogul, explicó que había recibido órdenes de destruir buena parte de los fondos catalanes de la biblioteca, orden que se negaba a cumplir, aunque en aquellos momentos se había visto obligado a afiliarse a la Falange Española.
En 1943 ganó la cátedra de Paleografía y Diplomática en la Universidad de Oviedo. Se trasladó después a la Universidad de Valencia y finalmente a la Universidad de Barcelona, donde llegaría a ser decano de la Facultad de Filosofía y Letras. También fue miembro de la Real Academia de Buenas Letras de Barcelona (1943) y del Centre de Cultura Valenciana (1945).
La Asociación Numismática Española (A.N.E.), de la cual era socio, le otorga, con fecha del 1 de marzo de 1960, el Primer Premio Javier Conde Garriga por su obra Bibliografía de la historia monetaria de España, Madrid, 1958.
Recibe la Medalla Presidencial Carlos Ruiz de Larramendi y Catalán por dos veces, una en el año 1966 y otra vez en 1972 por su destacada labor en el campo numismático y estrecha colaboración en pro de la A.N.E..
Hasta su jubilación en 1972, desarrolló una importante tarea en la Biblioteca Central de Barcelona y la red anexa de Bibliotecas Populares de la Diputación de Barcelona. Dirigió la Escuela de Bibliotecarios y la revista Biblioteconomía además de ser jefe de sección del Instituto Nicolás Antonio de bibliografía del Consejo Superior de Investigaciones Científicas.
Participa como ponente durante la V Semana Nacional de Numismática, en 1982 con Bibliografía de las series monetarias antiguas de Hispania. Diserta otra conferencia durante la VI S.N.N., en 1983. Y una última en el transcurso de la VII en 1984 con Datos para la historia de los hallazgos monetarios.
El índice de su amplia obra científica en el campo de la numismática, sigilografía, bibliografía e historia general fue publicado en 1984, en un volumen de 169 páginas, por la Universidad de Barcelona, bajo el título Titula de Felipe Mateu y Llopis: Su obra científica al conmemorar el LXXXIII aniversario.
La A.N.E. lo nombra Presidente de Honor en el año 1984, ocupando el cargo hasta el año 1988 en que lo deja en favor de Antonio Beltrán Martínez. Y en 1998, tras su muerte, es homenajeado en un acto al que asistieron sus hijos, en la sede de dicha institución, resaltando su educación y sensibilidad humana volcada en la ayuda continuada a la Asociación.